# Paralissoeme
Paralissoeme is een kevergeslacht uit de familie van de boktorren (Cerambycidae). De wetenschappelijke naam van het geslacht werd voor het eerst geldig gepubliceerd in 2011 door Dalens & Touroult.

## Soorten
Paralissoeme is monotypisch en omvat slechts de volgende soort:
- Paralissoeme maculipennis Dalens & Touroult, 2011